# Col de Coudons
Le col de Coudons est un col routier des Pyrénées à 884 m d'altitude dans le département de l'Aude, sur la commune de Coudons et environné par la forêt domaniale de Coume Frède-Picaussel, entre le village d'Espezel sur le plateau de Sault et Quillan, petite ville touristique sur le fleuve Aude venu du défilé de Pierre-Lys. Il est emprunté par la route des cols.

## Accès
Le col est sur la RD 613 (ancienne route nationale 613) au-dessus du village de Coudons.

## Topographie
La montée par la D 117 puis la D 613 depuis Quillan (vallée de l'Aude) par l'entremise du col du Portel est assez régulière et longue de 10,9 km avec un dénivelé de 594 m, soit une pente moyenne de 5,5 %.
Au sud-ouest, la D 613 se déroule vers Espezel, Belcaire, Camurac puis le département de l'Ariège, traversant ainsi le pays de Sault.

## Histoire
De juin à août 1944, durant la Seconde Guerre mondiale, l'environnement forestier et les escarpements ont constitué un territoire favorable aux agissements du maquis de Picaussel.

## Cyclisme
Pour la première fois, le col est sur le parcours du Tour de France en 1955 lors de la 15e étape entre Narbonne et Ax-les-Thermes. En 2001, classé en 2e catégorie, Paolo Bettini le franchit en tête lors de la 12e étape entre Perpignan et Ax-Bonascre.